# Cebovec
Cebovec falu Horvátországban Krapina-Zagorje megyében.

## Fekvése
Krapinától 12 km-re keletre, községközpontjától  3 km-re nyugatra a Horvát Zagorje területén fekszik. Közigazgatásilag Loborhoz tartozik.

## Története
1857-ben 76, 1910-ben 117 lakosa volt. A település a trianoni békeszerződésig Varasd vármegye Zlatari járásához tartozott. 2001-ben 46 lakosa volt.

## Külső hivatkozások
- Lobor község hivatalos oldala
- A község nemhivatalos oldala Archiválva 2013. május 14-i dátummal a Wayback Machine-ben